# Semecarpus kurzii
Semecarpus kurzii är en sumakväxtart som beskrevs av Adolf Engler. Semecarpus kurzii ingår i släktet Semecarpus och familjen sumakväxter. Inga underarter finns listade i Catalogue of Life.